# بخش درگواینیان
بخش درگواینیان (به فرانسوی: Arrondissement de Draguignan) یک بخش در فرانسه است که در ور واقع شده‌است.